# Feiertage in Polen
Feiertage in Polen sind geregelt durch den Ruhetag-Rechtsakt vom 18. Januar 1951 (Ustawa z dnia 18 stycznia 1951 o dniach wolnych od pracy) – Gesetzblatt von 1951, Nr. 4, Pos. 28, mit allen nachfolgenden Änderungen. Seit 2025 besitzt Polen 14 gesetzlich anerkannte Feiertage.

## Öffentliche Feiertage
Anmerkung: Die Tabelle listet nur öffentliche Feiertage, z. B. Feiertage, welche als öffentliche Ruhetage (Nicht-Arbeitstage) angesehen werden.
| Datum                     | Typ        | Deutscher Name                | Offizieller Polnischer Name (Informeller lokaler Name) | Bemerkungen |
| ------------------------- | ---------- | ----------------------------- | ------------------------------------------------------ | --- |
| 1. Januar                 | christlich | Neujahrstag                   | Nowy Rok                                               | |
| 6. Januar                 | christlich | Heilige Drei Könige           | Święto Trzech Króli                                    | bis 1960, wieder seit 2011 |
| März, April               | christlich | Ostersonntag                  | Pierwszy dzień Wielkanocy (Niedziela Wielkanocna)      | |
| März, April               | christlich | Ostermontag                   | Drugi dzień Wielkanocy (Poniedziałek Wielkanocny)      | |
| 1. Mai                    | staatlich  | Tag der Arbeit                | Święto Państwowe (Święto Pracy)                        | Dieser Feiertag heißt nicht offiziell Tag der Arbeit, gewöhnlich wird er aber so genannt und deckt sich mit dem Tag der Arbeit, der international am 1. Mai gefeiert wird. |
| 3. Mai                    | staatlich  | Polnischer Verfassungstag     | Święto Konstytucji 3 Maja                              | Verfassung vom 3. Mai 1791 |
| 7. Sonntag nach Ostern    | christlich | Pfingsten                     | Pierwszy dzień Zielonych Świątek (Zielone Świątki)     | |
| 9. Donnerstag nach Ostern | christlich | Fronleichnam                  | Dzień Bożego Ciała (Boże Ciało)                        | katholischer Kirchenfeiertag |
| 15. August                | christlich | Mariä Himmelfahrt             | Wniebowzięcie Najświętszej Maryi Panny                 | Dies ist auch der Tag der Polnischen Armee (Święto Wojska Polskiego), der am Jahrestag der Schlacht bei Warschau 1920 gefeiert wird.                                       |
| 1. November               | christlich | Allerheiligen                 | Wszystkich Świętych                                    | |
| 11. November              | staatlich  | Polnischer Unabhängigkeitstag | Narodowe Święto Niepodległości                         | Anlass ist die Unabhängigkeit des Staates 1918 nach 123 Jahren der Teilung durch Preußen, Österreich-Ungarn und Russland.                                                  |
| 24. Dezember              | christlich | Heiliger Abend                | Wigilia Bożego Narodzenia                              | gültig ab 2025 |
| 25. Dezember              | christlich | 1. Weihnachtsfeiertag         | Pierwszy dzień Bożego Narodzenia                       | |
| 26. Dezember              | christlich | 2. Weihnachtsfeiertag         | Drugi dzień Bożego Narodzenia                          | |

## Nationale Feiertage

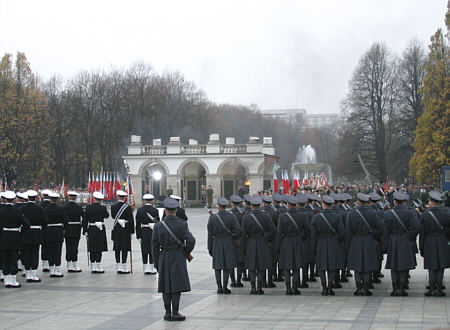
Feierlichkeiten zum Unabhängigkeitstag vor dem Grabmal des unbekannten Soldaten in Warschau

Die folgenden Tage sind nationale Feiertage in Polen, obwohl sie keine Ruhetage sind:
- 1. März – Nationaler Gedenktag der Verstoßenen Soldaten (Narodowy Dzień Pamięci „Żołnierzy Wyklętych“), seit 2011
- 13. April – Gedenktag der Opfer des Massakers von Katyn (Dzień Pamięci Ofiar Zbrodni Katyńskiej)[5]
- 2. Mai – Tag der Flagge der Republik Polen. (Dzień Flagi Rzeczypospolitej Polskiej), seit 2004 – Zum Jahrestag der Anbringung der polnischen Flagge an der Siegessäule in Berlin durch polnische Soldaten am 2. Mai 1945, nach der Schlacht um Berlin[6]
- 9. Mai – Nationaler Gedenktag des Sieges und der Freiheit. (Narodowe Święto Zwycięstwa i Wolności), seit 1945 bis 2015, dann am 8. Mai als Nationaler Tag des Sieges (Narodowy Dzień Zwycięstwa)[7]
- 14. Juni – Nationaler Gedenktag für die Opfer der deutschen nationalsozialistischen Konzentrations- und Vernichtungslager (Narodowy Dzień Pamięci Ofiar Niemieckich Nazistowskich Obozów Koncentracyjnych i Obozów Zagłady), seit 2015, zuvor (von 2006 bis 2015) unter dem Namen »Nationaler Tag des Gedenkens an die Opfer der nationalsozialistischen Konzentrationslager« (Narodowy Dzień Pamięci Ofiar Nazistowskich Obozów Koncentracyjnych)[8]
- 20. Juni – Nationaler Gedenktag der Schlesischen Aufstände (Narodowy Dzień Powstań Śląskich), seit 2020[9]
- 28. Juni – Nationaler Gedenktag an des Posener Aufstands im Juni 1956 (Narodowy Dzień Pamięci Poznańskiego Czerwca 1956), seit 2005[10]
- 11. Juli – Nationaler Gedenktag für die Opfer des von ukrainischen Nationalisten an den Bürgern der Zweiten Polnischen Republik verübten Völkermords (Narodowy Dzień Pamięci Ofiar Ludobójstwa dokonanego przez ukraińskich nacjonalistów na obywatelach II Rzeczypospolitej Polskiej), seit 2016[11]
- 1. August – Nationaler Gedenktag des Warschauer Aufstands (Narodowy Dzień Pamięci Powstania Warszawskiego), seit 2010[12]
- 31. August – Tag der Solidarität und Freiheit (Dzień Solidarności i Wolności), am Jahrestag des Abschlusses der Übereinkünfte von August 1980
- 2. Oktober – Nationaler Gedenktag für die Opfer des deutschen Pommern-Verbrechens von 1939 (Narodowy Dzień Pamięci Ofiar Niemieckiej Zbrodni Pomorskiej 1939 r.), seit 2023[13]
- 14. Oktober – Tag der nationalen Bildung (Dzień Edukacji Narodowej), früher Tag der Lehrer, am Jahrestag der Gründung der Kommission für nationale Bildung 1773
- 16. Oktober – Tag des Papstes Johannes Paul II. (Dzień Papieża Jana Pawła II), seit 2005
- 13. Dezember – Gedenktag für die Opfer des Kriegsrechts (Dzień Pamięci Ofiar Stanu Wojennego), seit 2002[14]
- 27. Dezember – Nationaler Gedenktag des siegreichen Großpolnischen Aufstands (Narodowy Dzień Pamięci Zwycięskiego Powstania Wielkopolskiego), seit 2021

## Frühere Feiertage
- 12. November 2018 – einmaliger Feiertag, weil der Unabhängigkeitstag zum 100. Jubiläum auf einen Sonntag fällt (Beschluss des Sejm am 23. Oktober 2018)

## Andere Brauchtumstage
- 26. Mai – Muttertag
- Tłusty Czwartek am letzten Donnerstag vor der Fastenzeit